# Шапілі
Шапілі (Шапілу) (*д/н — після 1260 до н. е.) — володар царства Амурру в 1275—1260 роках до н. е.

## Життєпис
Син або брат царя Дуппі-Тешшупа. 1275 року до н. е. хеттське військо повалило царя Бентешину, що перейшов на бік єгипетського фараона Рамсеса II. Новим амурруським володарем хеттський цар Муваталлі II зробив Шапілі. Той наступного року на боці хеттів брав участь у битві при Кадеші.
В наступні роки зберігав вірність Хеттській державі, незважаючи на постійну загрозу з боку Єгимпту, оскільки Амурру залишалося прикордонним володінням.
У 1260 році до н. е. новий хеттський цар Хаттусілі III повалив Шапілі, поставивши на трон Бентешину. Ймовірно через вірність Шапілі іншій гілці правлячої хеттської династії Хаттусілі III не довіряв йому. Подальша доля Шапілі невідома.